# Дургадас Ратхор
Дургадас Ратхор (хинди दुर्गादास राठौड; 13 августа 1638 — 22 ноября 1718) — ратхорский раджпутский военачальник из княжества Марвар. Ему приписывают сохранение правления династии Ратхор в Марваре, после смерти махараджи Джасванта Сингха в 1678 году. При этом ему пришлось бросить вызов Аурангзебу, императору Великих Моголов. Он командовал войсками династии Ратхор во время Раджпутской войны (1679—1707) и сыграл важную роль в Восстании раджпутов 1708—1710 годов, которое стало одной из главных причин упадка империи Великих Моголов. Он был избран лидером восстания вместе с раджой Джай Сингхом II из Джайпура. Он одержал ряд побед над моголами и заставил многих могольских офицеров отдать ему дань уважения в виде чаута.

## Ранняя жизнь
Родился 13 августа 1638 года. Сын Аскарана Ратхора, раджпутского министра Джасванта Сингха, правителя Марвара. Он был дальним родственником правящей княжеской семьи, будучи потомком Караны, сына Рао Ранмала.

## Поддержка Аджита Сингха
Джасвант Сингх участвовал в кампании в Афганистане, когда он умер в декабре 1678 года, не оставив наследника. Могольский император Аурангзеб воспользовался возможностью вмешаться, установив мусульманское правление над Марваром.
Вскоре после смерти Джасванта Сингха у двух его рани (королев) родились дети мужского пола. Один из этих сыновей умер вскоре после своего рождения, оставив другого — Аджита Сингха— единственным наследником. Эта новость дошла до Аурангзеба к февралю 1679 года, но он решил не признавать ребенка законным наследником. Он ввел джизью, налог на немусульман, и вскоре после этого продал королевство другому вождю, Индре Сингху. Аурангзеб перенес свою базу из Дели в Аджмер, откуда руководил подчинением раджпутского княжества, но в апреле 1679 года вернулся в свою столицу, оставив непопулярному новому правителю административную и военную поддержку в Марваре.
Видные вельможи Марвара, в том числе Дургадас и Раджгуру Ахерадж Сингх, отправились в Дели, чтобы просить о признании Аджита Сингха наследником. Аурангзеб отклонил их просьбу, хотя и предложил даровать титул и пособие, когда ребенок достигнет совершеннолетия. Аурангзеб потребовал, чтобы ребенок воспитывался в императорском гареме и чтобы рани тоже жили там. Согласно одному источнику, падишах Аурангзеб также предложил отдать Аджиту Сингху трон Джодхпура в будущем, если будет решено, что ребенок будет воспитан в мусульманской вере.
Позиция Аурангзеба была неприемлема для делегации Ратхора, которая решила спасти Аджита Сингха и рани из Дели. Они знали, что многие из них, вероятно, погибнут в процессе, и это подтвердилось: когда они отступали из города 25 июня 1679 года, их преследовали могольские гвардейцы, и они провели несколько отчаянных и смертельных арьергардных боев, чтобы защитить Дургадаса, с которым были рани и ребенок. Преследование продолжалось до вечера, когда моголы, наконец, устали.
Младенец Аджит Сингх был доставлен в безопасное место в Балунде, где жена одного из членов делегации держала ребенка почти год. Позже его перевезли в безопасное место на холмах Аравалли близ Абу Сирохи, отдаленного городка на южной окраине Марвара. Там Аджит Сингх вырос в анонимности.

## Оппозиция Моголам
Аурангзеб отреагировал на эти события, свергнув некомпетентного марионеточного правителя Марвара Индру Сингха и поставив его под прямое правление Моголов. Его войска вошли, чтобы оккупировать регион, и «анархия и резня были выпущены на волю в обреченном государстве; все большие города на равнине были разграблены; храмы были разрушены». Он также заменил Аджита Сингха сыном молочника, воспитал ребенка так, как будто он был законным наследником Джасванта Сингха, и осудил настоящего наследника как самозванца.
В последующий период, когда моголы контролировали Марвар, вельможи Дургадас и Ахерадж были среди тех, кто вел неустанную борьбу против оккупационных сил. Возможности сил Великих Моголов были чрезмерно расширены, когда Аурангзеб решил попытаться захватить и Мевар, и это дало возможность раджпутам из различных общин, включая Ратхор и Сисодия, использовать партизанские действия. Однако успехи раджпутов в Марваре были ограниченными: моголы отказались от кампании в Меваре, но Марвар оставался в состоянии войны почти три десятилетия.
Причиной ухода моголов из Мевара стало восстание сына Аурангзеба, принца Акбара, который оказался некомпетентным, когда его поставили во главе различных сил в Меваре и Марваре. В конце концов он восстал против своего отца и вступил в союз с раджпутами. В июне 1681 года Дургадас помог Акбару, когда восстание потерпело крах в беспорядке, помогая ему бежать ко двору недавно установленного маратхского короля Самбхаджи. Восстание отвлекло ресурсы, и Аурангзеб был вынужден заключить мир в Меваре, когда был на пороге победы в своей кампании.
Дургадас отсутствовал в Марваре в период 1681—1687 годов, в течение которого он находился на Декане . Он вернулся, чтобы присоединиться к молодому Аджиту Сингху, который теперь вышел из подполья, и принял командование силами Ратхора, противостоящими Аурангзебу. Произошел переход от прежней партизанской тактики к более прямому противостоянию, но все же они не смогли вырвать контроль над Марваром у Моголов, хотя и вызвали много беспорядков.
Принц Акбар, который должен был умереть в изгнании в 1704 году, оставил своих детей на попечение Ратхоров после неудавшегося восстания. Аурангзеб очень хотел, чтобы они были с ним, и с этой целью вел переговоры с Дургадасом. В 1694 году он получил опеку над своей внучкой, а в 1698 году — над внуком. Аурангзеб был особенно благодарен, узнав, что Дургадас устроил так, чтобы его внучка обучалась мусульманской вере, но он не восстановил Марвара под властью Ратхоров; соглашение ограничивалось его помилованием и присвоением меньшего титула джагира Аджиту Сингху и назначению Дургадаса командующим имперскими войсками численностью 3000 человек в Гуджарате.
Несмотря на результаты переговоров, отношения между Аурангзебом, с одной стороны, и Аджитом Сингхом и Дургадасом, с другой, оставались напряженными. Они относились друг к другу со взаимным подозрением, и в 1702 году Аурангзеб приказал губернатору Гуджарата нейтрализовать Дургадаса либо арестом, либо убийством. Дургадас узнал об этом и бежал в Марвар, где снова попытался собрать повстанческую группу. Несмотря на его репутацию и почитание, которым он пользовался у своих соотечественников, он не особенно преуспел в этом: они устали и плохо финансировались после стольких лет войны, а теперь взрослый Аджит Сингх стал независимым и ревниво относился к репутации и влиянию, которыми обладал Дургадас.
Дургадас воспользовался беспорядками, последовавшими за смертью Аурангзеба в 1707 году, чтобы захватить Джодхпур и в конечном итоге изгнать оккупационные силы Великих Моголов. Аджит Сингх был провозглашен махараджей Джодхпура и продолжил восстанавливать все храмы, которые были осквернены оккупирующими мусульманами.

## Смерть
Дургадас Ратхор после успешного завершения своих обязанностей и выполнения обещания, которое он дал Джасванту Сингху, покинул Джодхпур и некоторое время жил в Садри, Удайпуре, Рампуре, Бханпуре, а затем отправился поклоняться Махакалу в Уджайн.
22 ноября 1718 года на берегу Шипры в Уджайне Дургадас скончался в возрасте 81 года. Его балдахин из красного камня до сих пор находится в Чакратиртхе, Уджайн, который является местом паломничества всех борцов за свободу и раджпутов.

## Признание
Индийский историк Джадунат Саркар подводит итог его наследию, комментируя:
 «Человек чести, он уберег покинутую дочь Акбара от всякого пятна и предоставил ей все возможности для исламского религиозного обучения в пустыне Марвар. Сражаясь с ужасными трудностями и множеством врагов со всех сторон, с недоверием и колебаниями среди своих соотечественников, он помог делу своего вождя одержать победу. Золото Моголов не могло соблазнить, оружие Моголов не могло устрашить это постоянное сердце. Почти единственный среди раторов, он продемонстрировал редкое сочетание стремительности и безрассудной храбрости раджпутского солдата с тактом, дипломатичностью и организаторской силой государственного министра Великих Моголов. Неудивительно, что бард Ратор должен молиться, чтобы у каждой матери-раджпута был такой сын, как Дургадас» .
- Правительство Индии выпустило марку (в 1988 году) и различные монеты (25 августа 2003 года) в его честь.
- Правительство Индии также выпустило памятные монеты в 2003 году от имени Дургадаса Ратхора[16].

## В популярной культуре
- Картины Дургадаса художника Арчибальда Германа Мюллера (1893) в музее Мехрангарх, Джодхпур, и Правительственном музее, Биканер.
- «Дургадас» — это детский литературный роман, написанный Премчандом на основе его борьбы.
- В октябре 2017 года в Джодхпуре была поставлена пьеса, рассказывающая о жизни Дургадаса[17].
- Индийские фильмы, основанные на его жизни, включают немой художественный фильм «Вир Дургадас» (1924) Бхагвати Прасада Мишры и биографический фильм 1960 года «Вир Дургадас» Рамчандры Тхакура с Пайди Джайраджем в главной роли[18].